# Mick Grant
Mick Grant (Wakefield, 10 juli 1944) is een Brits voormalig motorcoureur.

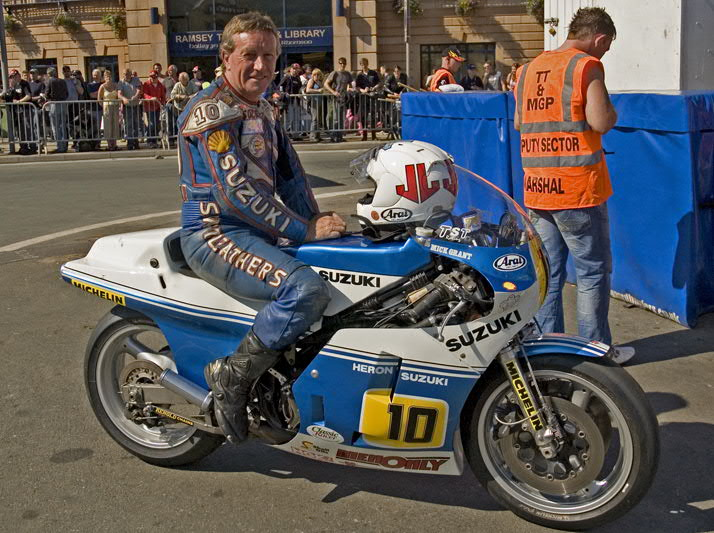
Mick Grant in 2007 tijdens een demonstratierit op Parliament Square in Ramsey (eiland Man). De letters "JL" op zijn helm verwijzen naar zijn steun en toeverlaat Jim Lee.

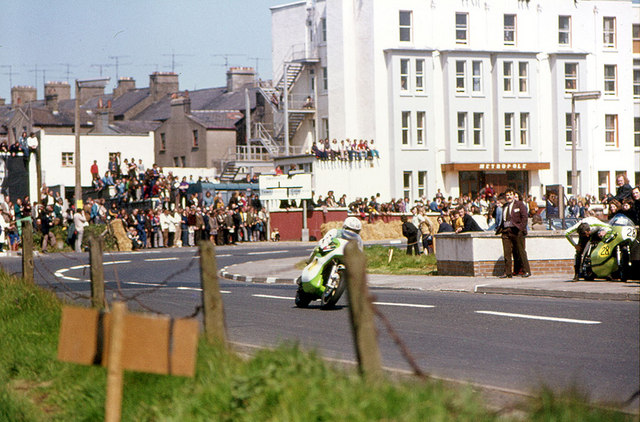
Onderweg naar de overwinning in de 750cc-North West 200 van 1975 bij Metropole Corner in Portrush (Noord-Ierland).

Hij was fabriekscoureur voor Norton, Triumph, Kawasaki, Honda en Suzuki, maar won ook de Production 1000 TT tijdens de TT van Man van 1974 op de beroemde Triumph T150 Trident "Slippery Sam". Zijn beste seizoen in het wereldkampioenschap wegrace was van 1977, toen hij ondanks het feit dat hij slechts in vier races finishte twee overwinningen boekte en achtste werd in de 250cc-klasse. Grant won ook zeven races in de Isle of Man TT en vijf races in de North West 200. Hij vergaarde dan ook de meeste roem in op de stratencircuits van Noord-Ierland en het eiland Man.

## Racecarrière
Mick Grant was de zoon van een mijnwerker. Hij begon zijn racecarrière tijdens de Manx Grand Prix van 1969, waar hij met een Velocette Venom als 48e in de Senior Race finishte.
In 1970 trad hij al aan in de Isle of Man TT, waar hij de Senior TT met zijn Velocette niet uitreed, maar in de Junior TT werd hij met de "Jim Lee"-Yamaha achttiende. Jim Lee was een monteur, constructeur, tuner en framebouwer die betrokken was bij het merk Dalesman. Hij zou Grant gedurende zijn hele carrière sponsoren en ondersteunen. Daarom droeg Grant, ook na zijn carrière, altijd de letters "JL" op zijn helm.
In het WK-seizoen 1971 scoorde hij zijn eerste punten, omdat de TT van Man toen nog deel uitmaakte van het wereldkampioenschap wegrace en hij zevende werd in de Junior TT. In dat jaar startte hij met een Norton in de Formula 750 TT, maar daarin viel hij uit.
In het seizoen 1972 scoorde Mick Grant zijn eerste twee podiumplaatsen. Hij deed dat weer tijdens de TT van Man, maar de eerlijkheid gebiedt te zeggen dat het grootste deel van de wereldtop helemaal niet aanwezig was. Het fabrieksteam van MV Agusta was er wel, maar Giacomo Agostini moest overtuigd worden te starten nadat zijn persoonlijke vriend Gilberto Parlotti tijdens de Ultra-Lightweight TT was verongelukt. Agostini won zowel de Senior TT als de Junior TT voor zijn teamgenoot Alberto Pagani, Mick Grant werd in beide races derde. Samen met Dave Croxford won hij de Thruxton 500 op een John Player-Norton Commando.
In het seizoen 1973 reisde Mick Grant naar enkele GP's op het Europese vasteland. Tijdens de GP van Duitsland scoorde hij een punt in de 250cc-race en in de 350cc-race van de GP des Nations scoorde hij twee punten. Na de start van de 250cc-race keerde Grant huilend terug naar de pit nadat hij getuige was geweest van het dodelijke ongeval van Jarno Saarinen en Renzo Pasolini. Uitgerekend tijdens de TT van Man scoorde hij geen punten, terwijl het juist erg goed ging. Tijdens de Junior TT viel hij terwijl hij aan de leiding ging uit door een gebroken steun van zijn stroomlijnkuip en in de Senior TT viel hij bij Parliament Square in Ramsey over een plas olie, ook terwijl hij aan de leiding reed en de snelste ronde had gereden. Hij was in dat jaar wel fabrieksrijder voor Norton tijdens de TT van Man en dat werd een succes: achter teamgenoot Peter Williams werd hij tweede in de Formula 750 TT. Later in het jaar scoorde hij ook nog punten in de TT van Assen en de Zweedse Grand Prix.

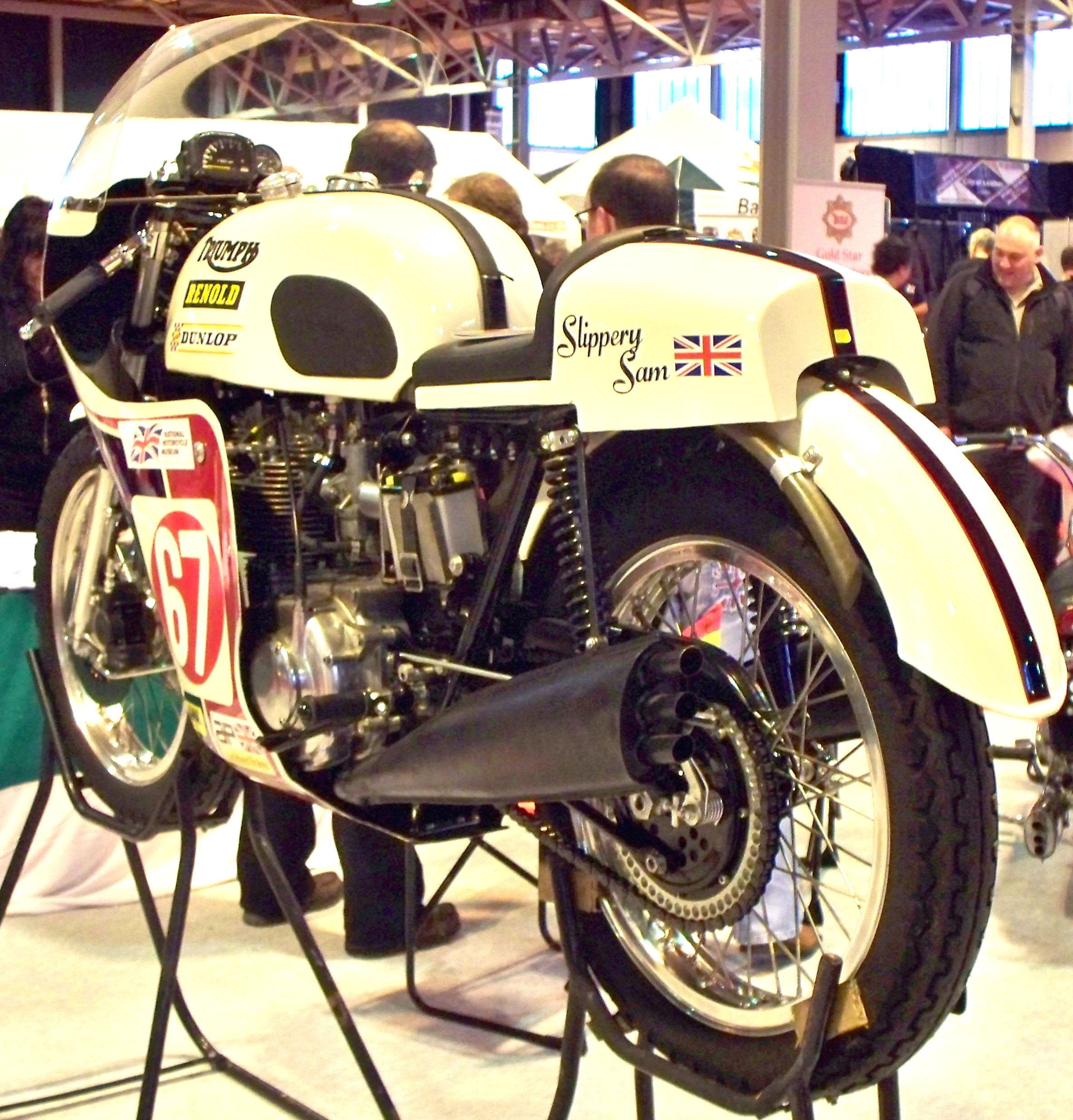
Slippery Sam

In het seizoen 1974 eindigde Mick Grant als tiende in de 250cc-klasse en als elfde in de 350cc-klasse, vooral door zijn twee tweede plaatsen tijdens de TT van Man. Hij won echter ook de Production 1000 TT en nog wel op een legendarische motorfiets. Triumph had hem opgenomen in het fabrieksteam en hem Slippery Sam gegeven. Die Triumph T150 Trident won deze race al voor de vierde keer: twee keer met Ray Pickrell en één keer met Tony Jefferies. Grant scoorde in dit jaar zijn eerste podiumplaats in de North West 200: derde in de 250cc-race.

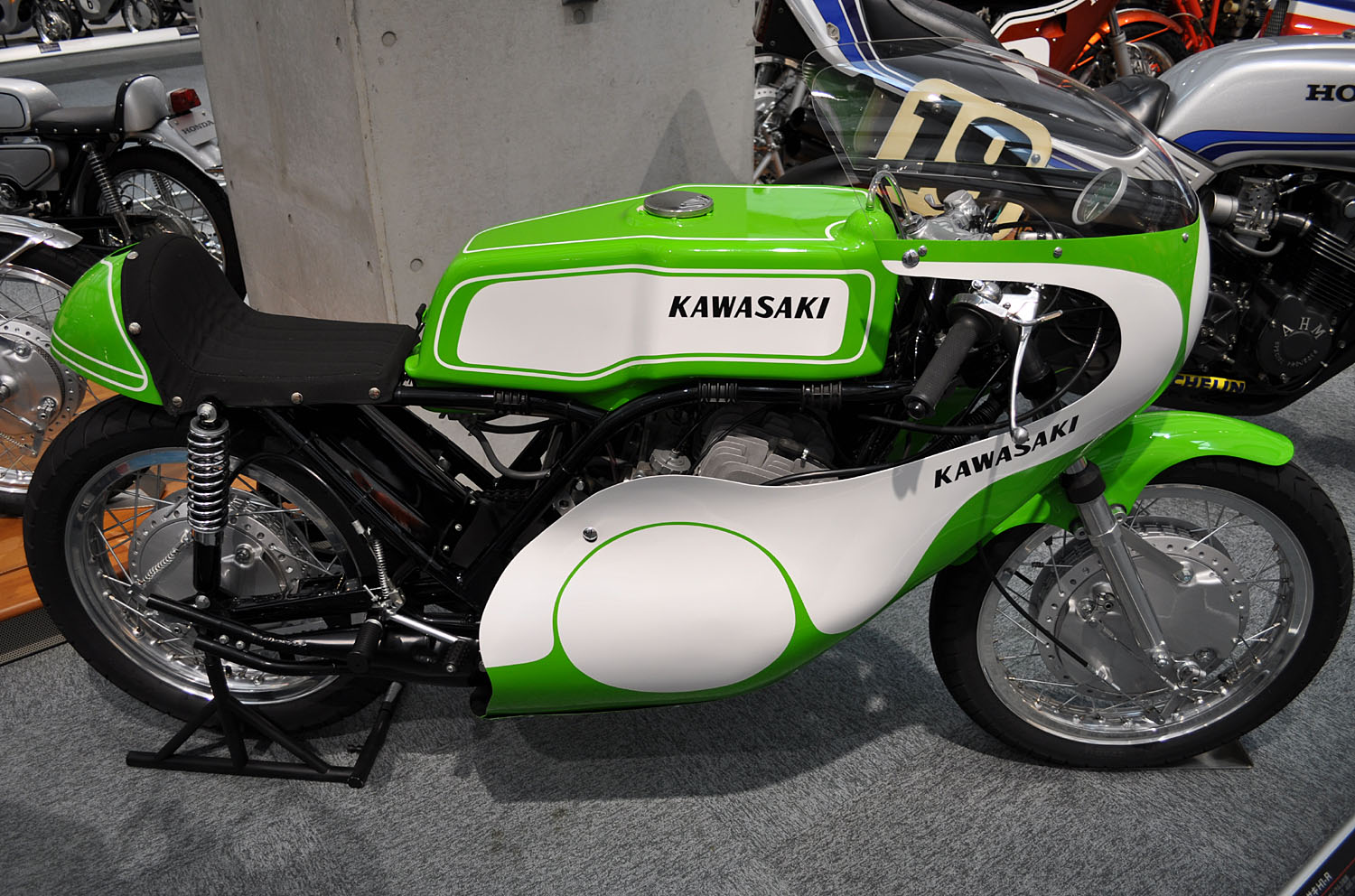
Kawasaki H 1 R

In het seizoen 1975 schafte Mick Grant een watergekoelde Kawasaki H 1 R aan. Tot die tijd was hij in de 500cc-races gestart met een opgeboorde 350cc-Yamaha. De Kawasaki bracht hem niet veel geluk, behalve in de Senior TT, die hij wist te winnen. Omdat de TT van Man nog steeds haar WK-status had, was dit zijn eerste overwinning in het wereldkampioenschap wegrace. Hij won ook de 500cc-race en de 750cc-race van de North West 200. Met een 750cc-Kawasaki H 2 R brak hij het absolute ronderecord op de Snaefell Mountain Course tijdens de Formula 750 Classic TT. Dat record stond al acht jaar op naam van Mike Hailwood.
In 1976 reed Grant niet in het wereldkampioenschap, behalve in de Senior TT, waarin hij uitviel. Zijn beste resultaten waren de derde plaats in de 750cc-race van de North West 200 en twee manche-overwinningen in de Formule 750.

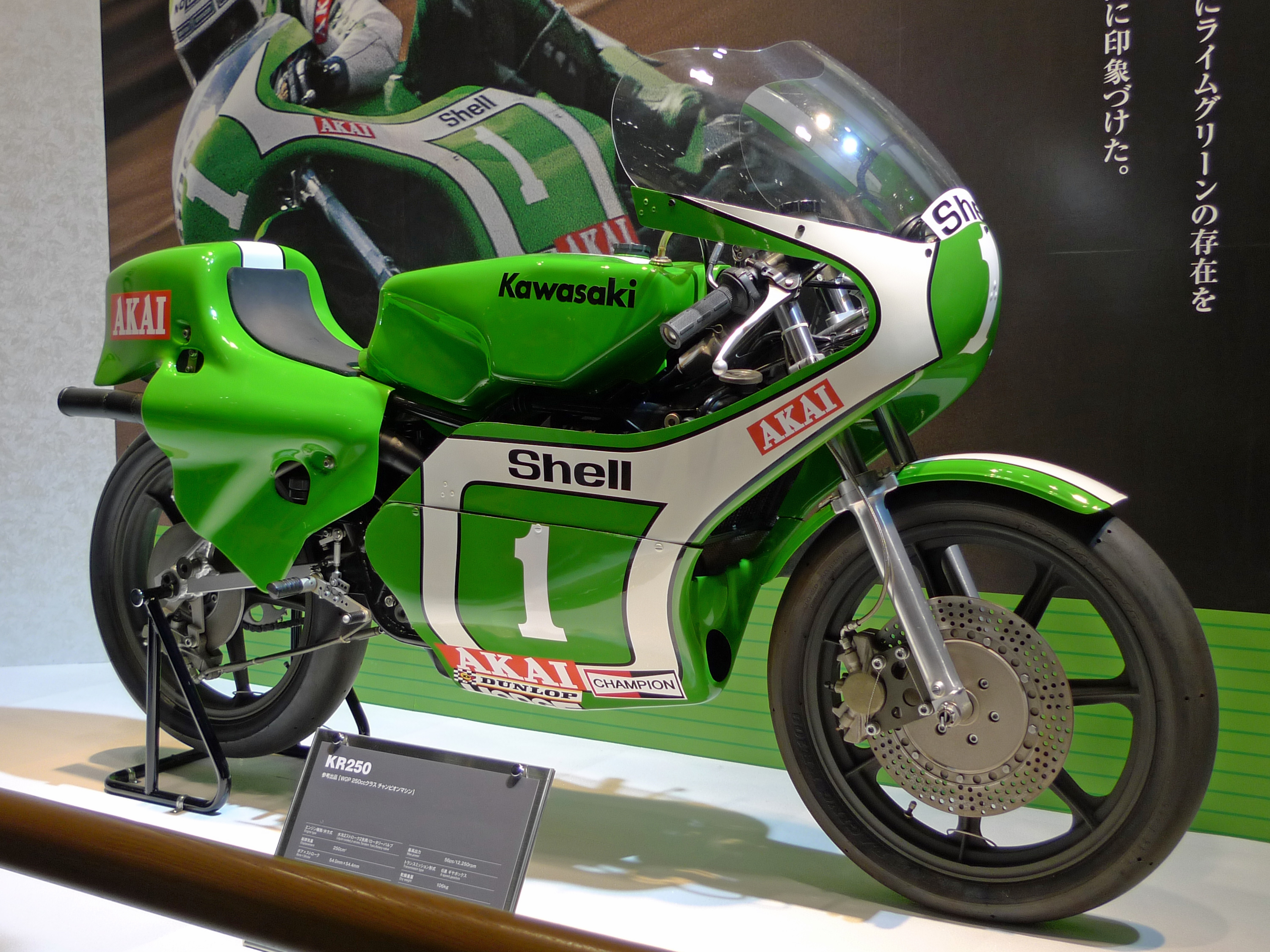
Kawasaki KR 250 uit 1977

In het seizoen 1977 raakte de TT van Man haar WK-status kwijt. Daardoor kon Mick Grant daar geen WK-punten meer scoren, maar hij werd opgenomen in het fabrieksteam van Kawasaki. Dat verscheen met de Kawasaki KR 250 en twee Japanse coureurs, Masahiro Wada en Akihiko Kiyohara in het 250cc-wereldkampioenschap. Vanaf de Franse GP kregen zij steun van Mick Grant en Barry Ditchburn. In die Grand Prix haalde geen enkele Kawasaki de eindstreep, ondanks het feit dat Ditchburn op poleposition stond, maar daarna ging het beter. Mick Grant won de TT van Assen (Ditchburn werd derde) en de GP van Zweden. Voor de Classic TT kreeg hij een Kawasaki KR 750 waarmee hij niet alleen de race won, maar ook zijn eigen absolute ronderecord uit 1975 brak. Hij won ook de 750cc-race van de North West 200.
In het seizoen 1978 kwam Kawasaki ook in de 350cc-klasse uit met de KR 350, maar Grant reed ook in de Classic TT met een Kawasaki KR 750. Het fabrieksteam van Kawasaki bestond naast Mick Grant uit Kork Ballington en Toni Mang, terwijl de Australiër Gregg Hansford de machines uit 1977 kreeg. Grant's resultaten in het wereldkampioenschap waren bescheiden. Terwijl Ballington zowel in de 250- als de 350cc-klasse wereldkampioen werd, kwam Grant niet verder dan de veertiende plaats. Na zijn beste resultaat (derde in de 350cc-Britse Grand Prix) kwam hij niet meer aan de start. In de Classic TT pakte hij zijn eigen ronderecord terug, vier dagen nadat Pat Hennen het in de Senior TT gebroken had.

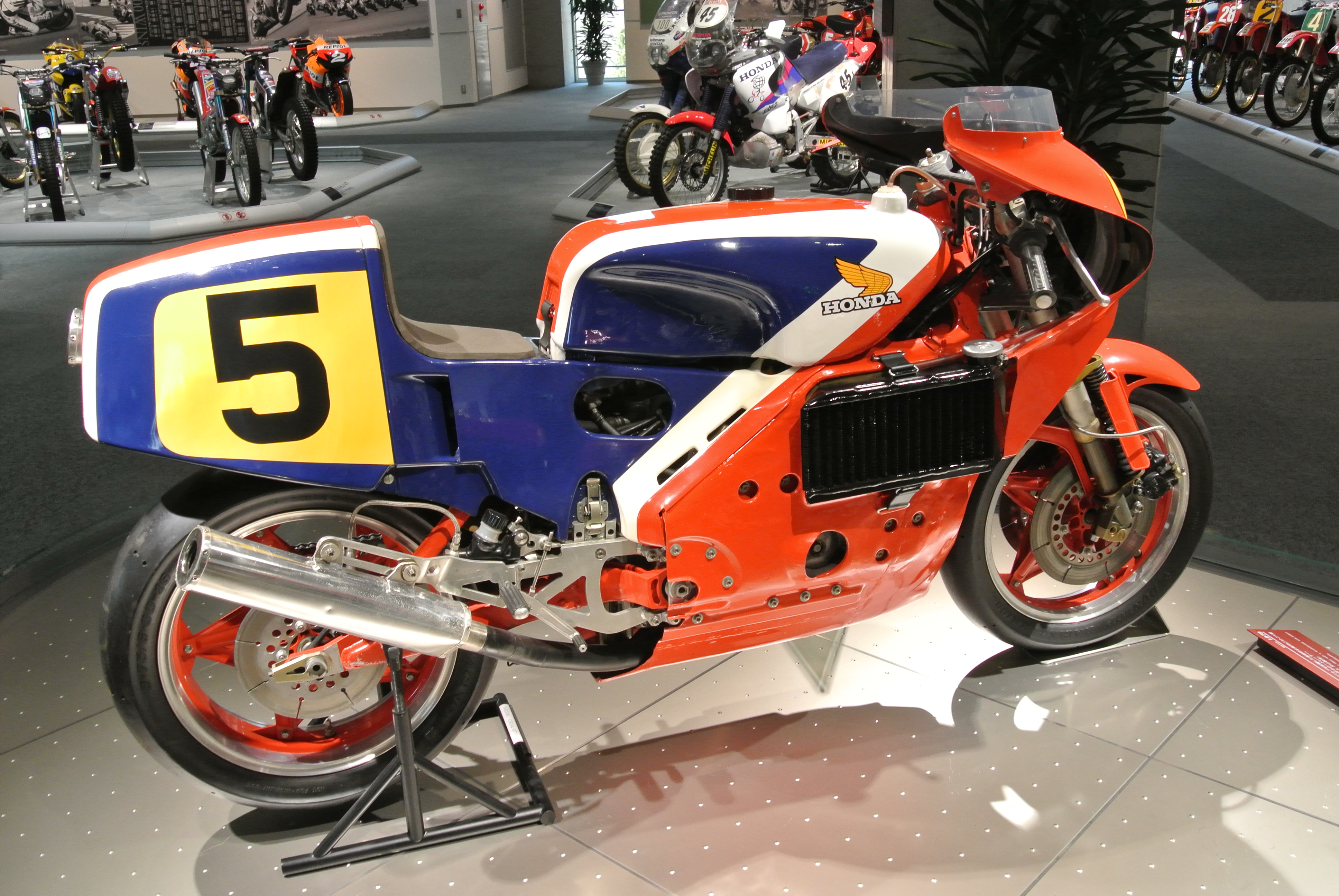
Honda NR 500 uit 1979

Mick Grant begon het seizoen 1979 weer als privérijder met een Suzuki RG 500, maar hij startte slechts in de eerste vier GP's. Daarna ging hij naar Japan om samen met Takazumi Katayama de nieuwe viertakt-Honda NR 500 te testen en voor te bereiden op het volgende seizoen. Honda-RSC besloot de machine in de laatste twee GP's in te zetten, maar het werd een grote teleurstelling. Tijdens de Britse GP kwalificeerde Katayama zich slechts als 39e, terwijl Grant zich niet wist te kwalificeren. Hij mocht starten omdat enkele rijders niet verschenen. De machines lekten olie en stuurden slecht en de acceleratie was ver beneden peil. De machines wilden niet aanslaan bij de duwstart en Grant viel al in de eerste bocht over zijn eigen olie. In de tweede ronde viel ook Suzuki-rijder Steve Parrish over dat oliespoor. Na de eerste ronde reed ook Katyama de pit in omdat het vermogen van zijn machine zeer teleurstellend was. In de Grand Prix van Frankrijk wisten de Honda-rijders zich niet te kwalificeren. Ook in de TT van Man ging het voor Mick Grant niet goed. Hij had tijdens de North West 200 een scheurtje in zijn bekken opgelopen en moest de Senior TT afbreken omdat hij te veel pijn had. Daarom had hij de Formula One TT al laten schieten.
In het 1980 begon Grant zijn carrière af te bouwen, tenminste waar het het wereldkampioenschap betrof. Wellicht had hij niet gerekend op het terugtrekken van Honda, dat hem voor dit jaar gecontracteerd had maar in april alle boekingen afzegde omdat de NR 500 nog steeds niet snel genoeg was. Hij won met een Suzuki RG 500 de 500cc-North West 200 en reed in de Isle of Man TT voor Honda-Britain met Ron Haslam als teamgenoot. Grant won de Formula One TT en werd achter Joey Dunlop tweede in de Classic TT.
.

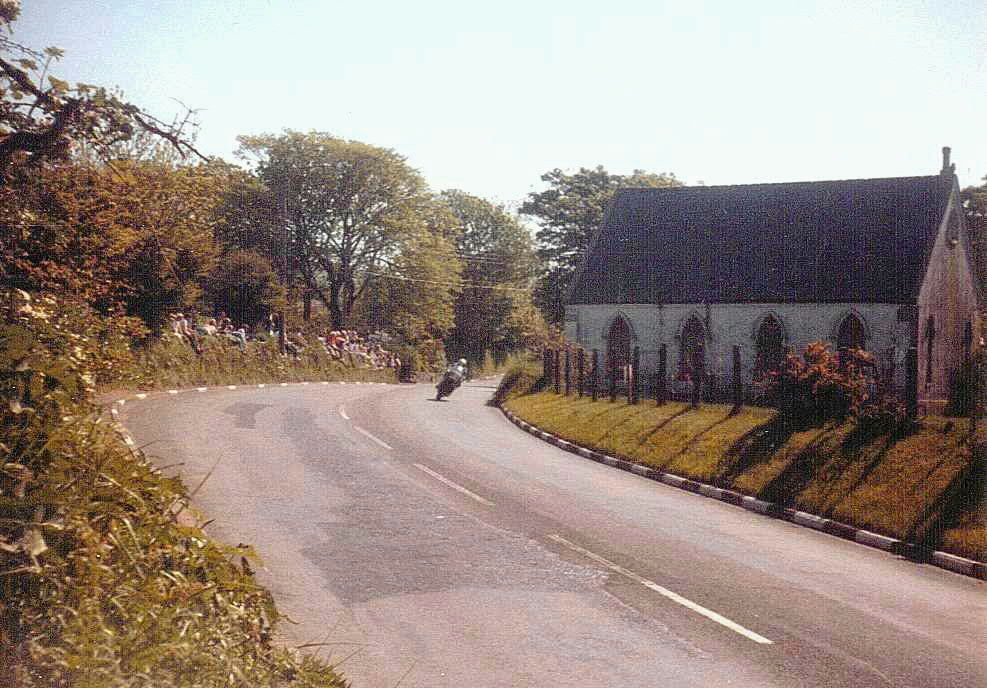
Mick Grant tijdens een van zijn laatste races, bij Barregarrow op het eiland Man

Hierna kwam Grant niet meer aan de start in het wereldkampioenschap wegrace, met uitzondering van een eenmalig optreden tijdens de GP van Groot-Brittannië van 1984, waarin hij met een ronde achterstand zeventiende werd. Wel bleef hij goed presteren op de Britse eilanden: Hij won de North West 200 Superbike Race van 1982, de Senior TT van 1981 en de Production 251-750 cc TT van 1985.

## Wereldkampioenschap wegrace resultaten
(Races in vet zijn pole-positions; races in cursief geven de snelste ronde aan)
| Jaar | Klasse | Team      | Motorfiets                  | 1       | 2      | 3       | 4       | 5                   | 6                   | 7                   | 8                   | 9                   | 10                  | 11      | 12      | 13    | 14 | Punten | Plaats | Overwinningen |
| ---- | ------ | --------- | --------------------------- | ------- | ------ | ------- | ------- | ------------------- | ------------------- | ------------------- | ------------------- | ------------------- | ------------------- | ------- | ------- | ----- | -- | ------ | ------ | ------------- |
| 1970 | 350 cc | Privé     | Lee-Yamaha TR 2             | DUI -   |        | ADR -   | IOM 18  | NED -               |                     | DDR -               | TSL -               | FIN -               | ULS -               | NAT -   | SPA -   |       |    | 0      | -      | 0             |
| 1970 | 500 cc | Privé     | Velocette                   | DUI -   | FRA -  | A -     | IOM DNF | NED -               | BEL -               | DDR -               |                     | FIN -               | ULS -               | NAT -   | SPA -   |       |    | 0      | -      | 0             |
| 1971 | 350 cc | Privé     | Lee-Yamaha TR 2 B           | OOS -   | DUI -  | IOM 7   | NED -   | DDR -               | TSL -               | ZWE -               | FIN -               | ULS -               | NAT -               | SPA -   |         |       |    | 4      | 36e    | 0             |
| 1972 | 250 cc | Privé     | Padgett-Yamaha TD 3         | DUI -   | FRA -  | OOS -   | NAT -   | IOM DNF             | JOE -               | NED -               | BEL -               | DDR -               | TSL -               | ZWE -   | FIN -   | SPA - |    | 0      | -      | 0             |
| 1972 | 350 cc | Privé     | Padgett-Yamaha TR 3         | DUI -   | FRA -  | OOS -   | NAT -   | IOM 3               | JOE -               | NED -               |                     | DDR -               | TSL -               | ZWE -   | FIN -   | SPA - |    | 10     | 17e    | 0             |
| 1972 | 500 cc | Privé     | Boyer-Kawasaki H 1 R        | DUI -   | FRA -  | OOS -   | NAT -   | IOM 3               | JOE -               | NED -               | BEL -               | DDR -               | TSL -               | ZWE -   | FIN -   | SPA - |    | 10     | 17e    | 0             |
| 1973 | 250 cc | Privé     | Yamaha TZ 250 A             | FRA -   | OOS -  | DUI 10  |         | IOM -               | JOE -               | NED 4               | BEL -               | TSL -               | ZWE -               | FIN DNF | SPA -   |       |    | 9      | 23e    | 0             |
| 1973 | 350 cc | Privé     | Yamaha TZ 350 A             | FRA -   | OOS -  | DUI DNF | NAT 9   | IOM DNF             | JOE -               | NED 9               |                     | TSL -               | ZWE 6               | FIN -   | SPA -   |       |    | 9      | 22e    | 0             |
| 1973 | 500 cc | Privé     | Yamaha TZ 350 A (opgeboord) | FRA -   | OOS -  | DUI -   |         | IOM DNF             | JOE -               | NED -               | BEL -               | TSL -               | ZWE DNF             | FIN -   | SPA -   |       |    | 0      | -      | 0             |
| 1974 | 250 cc | Privé     | Yamaha TZ 250 B             |         | DUI -  |         | NAT -   | IOM 2               | NED 10              | BEL -               | ZWE 6               | FIN 12              | TSL -               | JOE -   | SPA -   |       |    | 18     | 10e    | 0             |
| 1974 | 350 cc | Privé     | Yamaha TZ 350 B             | FRA -   | DUI -  | OOS 20  | NAT -   | IOM 2               | NED DNF             |                     | ZWE 5               | FIN DNF             |                     | JOE -   | SPA -   |       |    | 18     | 11e    | 0             |
| 1974 | 500 cc | Privé     | Yamaha TZ 350 B (opgeboord) | FRA -   | DUI -  | OOS -   | NAT -   | IOM DNF             | NED -               | BEL -               | ZWE -               | FIN -               | TSL -               |         |         |       |    | 0      | -      | 0             |
| 1975 | 250 cc | Privé     | Kawasaki KR 250             | FRA -   | SPA -  |         | DUI -   | NAT -               | IOM DNF             | NED -               | BEL -               | ZWE -               | FIN -               | TSL -   | JOE -   |       |    | 0      | -      | 0             |
| 1975 | 500 cc | Privé     | Kawasaki H 1 R              | FRA -   | SPA -  | OOS -   | DUI -   | NAT -               | IOM 1               | NED DNF             | BEL DNF             | ZWE DNF             | FIN -               | TSL -   | JOE -   |       |    | 15     | 14e    | 1             |
| 1976 | 500 cc | Privé     | Kawasaki H 1 R              | FRA -   | OOS -  | NAT -   | IOM DNF | NED -               | BEL -               | ZWE -               | FIN -               | TSL -               | DUI -               |         |         |       |    | 0      | -      | 0             |
| 1977 | 250 cc | Kawasaki  | KR 250                      | VEN -   | DUI -  | NAT -   | SPA -   | FRA DNF             | JOE -               | NED 1               | BEL 14              | ZWE 1               | FIN 2               | TSL DNF | GBR DNF |       |    | 42     | 8e     | 2             |
| 1978 | 250 cc | Kawasaki  | KR 250                      | VEN DNF | SPA 6  |         | FRA DNF | NAT -               | NED DNF             | BEL DNF             | ZWE DNF             | FIN 7               | GBR 4               | DUI -   | TSL -   | JOE - |    | 17     | 14e    | 0             |
| 1978 | 350 cc | Kawasaki  | KR 350                      | VEN DNF |        | OOS DNF | FRA 11  | NAT -               | NED 7               |                     | ZWE 9               | FIN DNF             | GBR 3               | DUI -   | TSL -   | JOE - |    | 16     | 14e    | 0             |
| 1979 | 500 cc | Privé     | Suzuki RG 500               | VEN DNF | OOS 10 | DUI DNF | NAT DNF | Testen Honda NR 500 | Testen Honda NR 500 | Testen Honda NR 500 | Testen Honda NR 500 | Testen Honda NR 500 | Testen Honda NR 500 |         |         |       |    | 1      | 35e    | 0             |
| 1979 | 500 cc | Honda RSC | Honda NR 500                |         |        |         |         | SPA -               | JOE -               | NED -               | BEL -               | ZWE -               | FIN -               | GBR DNF | FRA DNQ |       |    | 1      | 35e    | 0             |
| 1980 | 500 cc | Privé     | Suzuki RG 500               | NAT -   | SPA -  | FRA -   |         | NED 16              | BEL -               | FIN DNF             | GBR -               |                     | DUI -               |         |         |       |    | 0      | -      | 0             |
| 1984 | 500 cc | Privé     | Suzuki RG 500               | ZAF -   | NAT -  | SPA -   | OOS -   | DUI -               | FRA -               | JOE -               | NED -               | BEL -               | GBR 17              | ZWE -   | SMR -   |       |    | 0      | -      | 0             |

## Isle of Man TT resultaten
| Jaar | Klasse                    | Team          | Motorfiets                       | Plaats |
| ---- | ------------------------- | ------------- | -------------------------------- | ------ |
| 1970 | Senior TT                 | Privé         | Velocette                        | DNF    |
| 1970 | Junior TT                 | Privé         | Lee-Yamaha                       | 18     |
| 1971 | Junior TT                 | Privé         | Lee-Yamaha                       | 7      |
| 1971 | Formula 750 TT            | Privé         | Lee-Norton                       | DNF    |
| 1972 | Lightweight 250 cc TT     | Privé         | Padgett-Yamaha                   | DNF    |
| 1972 | Junior TT                 | Privé         | Padgett-Yamaha                   | 3      |
| 1972 | Formula 750 TT            | Privé         | Padgett-Yamaha                   | DNF    |
| 1972 | Senior TT                 | Privé         | Boyer-Kawasaki                   | 3      |
| 1973 | Junior TT                 | Privé         | Yamaha                           | DNF    |
| 1973 | Formula 750 TT            | Norton        | Norton Commando                  | 2      |
| 1973 | Senior TT                 | Privé         | Yamaha                           | DNF    |
| 1974 | Lightweight 250 cc TT     | Privé         | Fowler-Yamaha                    | 2      |
| 1974 | Production 1000 TT        | Triumph       | Triumph Trident ("Slippery Sam") | 1      |
| 1974 | Junior TT                 | Privé         | Yamaha                           | 2      |
| 1974 | Senior TT                 | Privé         | Yamaha                           | DNF    |
| 1974 | Formula 750 Classic TT    | Privé         | Kawasaki                         | DNF    |
| 1975 | Lightweight 250 cc TT     | Privé         | Kawasaki                         | DNF    |
| 1975 | Classic TT                | Privé         | Kawasaki                         | DNF    |
| 1975 | Senior TT                 | Privé         | Kawasaki                         | 1      |
| 1976 | Senior TT                 | Privé         | Kawasaki                         | DNF    |
| 1976 | Classic TT                | Privé         | Kawasaki                         | DNF    |
| 1977 | Junior 250 cc TT          | Kawasaki      | KR 250                           | 7      |
| 1977 | Classic TT                | Kawasaki      | KR 750                           | 1      |
| 1978 | Senior TT                 | Privé         | Onbekend                         | DNF    |
| 1978 | Junior TT                 | Kawasaki      | KR 250                           | DNF    |
| 1978 | Classic TT                | Kawasaki      | KR 750                           | 1      |
| 1979 | Senior TT                 | Privé         | Suzuki                           | DNF    |
| 1979 | Classic TT                | Privé         | Onbekend                         | DNF    |
| 1980 | Formula One TT            | Honda Britain | RSC-Honda                        | 1      |
| 1980 | Classic TT                | Honda Britain | RSC-Honda                        | 2      |
| 1981 | Formula One TT            | Privé         | Suzuki                           | DNF    |
| 1981 | Classic TT                | Privé         | Suzuki                           | 2      |
| 1981 | Senior TT                 | Privé         | Suzuki                           | 1      |
| 1982 | Formula One TT            | Privé         | Suzuki                           | DNF    |
| 1982 | Classic TT                | Privé         | Suzuki                           | DNF    |
| 1982 | Senior 500 cc TT          | Privé         | Suzuki                           | DNF    |
| 1983 | Formula One TT            | Privé         | Suzuki                           | 2      |
| 1983 | Senior Classic TT         | Privé         | Suzuki                           | 5      |
| 1984 | Formula One TT            | Privé         | Suzuki                           | DNF    |
| 1984 | Classic TT                | Privé         | Suzuki                           | 3      |
| 1984 | Production 751-1500 cc TT | Privé         | Suzuki                           | 6      |
| 1984 | Senior TT                 | Privé         | Suzuki                           | 6      |
| 1985 | Formula One TT            | Privé         | Suzuki                           | DNF    |
| 1985 | Production 251-750 cc TT  | Heron-Suzuki  | Suzuki                           | 1      |
| 1985 | Senior TT                 | Privé         | Suzuki                           | DNF    |

## Formule 750 resultaten
| Jaar | Team  | Motorfiets      | Plaats | Punten |
| ---- | ----- | --------------- | ------ | ------ |
| 1973 | Privé | Yamaha TZ 350 A | 13e    | 8      |
| 1976 | Privé | Kawasaki H 2 R  | 18e    | 10     |

## Trivia

### Denk aan de centen…
Mick's echtgenote Carol stond tijdens de Isle of Man TT vaak op twee derde deel van het circuit bij de Gooseneck om hem via een pitbord de situatie in de race te tonen. Als Mick te langzaam ging gooide ze het bord echter weg en wreef ze duim en wijsvinger tegen elkaar. Daarmee bedoelde ze dat ze het prijzengeld nodig hadden.

### Tennisballen
Na Grant's overwinning in de Formula One TT van 1979 protesteerde het team van Suzuki tegen de tankinhoud van Grant's Honda. Die tank was inderdaad te groot, maar Grant had hem opgevuld met tennisballen om de brandstofvoorraad te beperken. Het protest werd afgewezen.

### Remmen in brand
In 1978 kwam Mike Hailwood na elf jaar terug om op het eiland Man te racen. Hij sprak met coureurs als Mick Grant en stond versteld van de snelheden die er intussen gereden werden. Samen met Grant, Jim Scaysbrook en Jeff Sayle gebruikte Hailwood een Rover 3500 om het circuit te verkennen. Bij Creg-ny-Baa roken de inzittenden al een brandlucht, maar Mike Hailwood, die inmiddels ook autocoureur was geworden, reed op topsnelheid door. Bij Signpost Corner trapte hij het rempedaal op de vloer en hij moest de auto in Avondale Road met de handrem tot stilstand brengen. De achterremmen bleken in brand te staan.